# Святий Север Енделехійський
Север Святий Енделехійський був поетом і ритором 4 століття, а також автором De Mortibus Boum (or Bovum), тобто "Про загибель худоби".
Це вірш, що належить до класичної буколічної традиції, але також стосується християнської апологетики .  У ньому згадується чума великої рогатої худоби, яка була ідентифікована як чума великої рогатої худоби .   Інша назва — Carmen bucolicum de virtute signi crucis domini . 
Його ототожнюють з ритором Северусом, який був другом Пауліна з Ноли, відомого як Северус Ритор .  Ймовірно, він жив наприкінці IV ст.